# 藤田博司 (ジャーナリスト)
藤田 博司（ふじた ひろし、1937年9月12日 - 2014年10月5日）は、日本のジャーナリスト。

## 人物
香川県生まれ。1961年東京外国語大学英米科卒、共同通信社入社。
外国駐在特派員としてサイゴン支局（南ベトナム）、ニューヨーク支局（アメリカ合衆国）で取材活動を行い、またニューヨーク支局長とワシントン支局長をそれぞれ務めた。また、共同通信本社では外信部次長、論説委員、論説副委員長を務めている。
1995年に上智大学文学部新聞学科教授に就任し、2005年に退任した。
妻は藤田文子・津田塾大学名誉教授。
2014年10月5日、急性心不全により死去。77歳没。

## 著書
- 『アメリカのジャーナリズム』岩波新書 1991
- 『どうする情報源 報道改革の分水嶺』リベルタ出版 2010
- 『ジャーナリズムよ メディア批評の15年 1999-2014』新聞通信調査会 2014

### 共著
- 『メディア環境の変化と国際報道 インターネット時代の通信社』会田弘継,金重紘,我孫子和夫,田久保忠衛共著 新聞通信調査会 2012
- 『ジャーナリズムの規範と倫理 信頼性を確保するために』我孫子和夫共著 新聞通信調査会 2014

### 翻訳
- アメリカ合衆国CIA国内活動調査委員会『スパイ帝国CIAの全貌 ロックフェラー委員会CIA活動報告書』共編訳 徳間書店 1975
- ゲオルギー・A.アルバトフ,ウィレム・オルトマンス『ソ連の立場 デタントのほかに道はない』佐藤信行共訳 サイマル出版会 1983
- アーサー・シュレジンガー, Jr. 『アメリカ大統領と戦争』藤田文子共訳 岩波書店 2005
- ティム・ワイナー『CIA秘録 その誕生から今日まで』山田侑平,佐藤信行共訳 文藝春秋 2008　のち文庫